# Capparis acutifolia
Capparis acutifolia là một loài thực vật có hoa trong họ Capparaceae. Loài này được Sweet mô tả khoa học đầu tiên năm 1830.